# Хронологија Народноослободилачке борбе септембар 1942.
Хронолошки преглед важнијих догађаја везаних за Народноослободилачку борбу народа Југославије, који су се десили током септембра месеца 1942. године:
| ← август | ← август | ← август | ← август | ← август | ← август | ← август | ← август | Хронологија Народноослободилачке борбе у 1942. | Хронологија Народноослободилачке борбе у 1942. | Хронологија Народноослободилачке борбе у 1942. | Хронологија Народноослободилачке борбе у 1942. | Хронологија Народноослободилачке борбе у 1942. | Хронологија Народноослободилачке борбе у 1942. | Хронологија Народноослободилачке борбе у 1942. | Хронологија Народноослободилачке борбе у 1942. | Хронологија Народноослободилачке борбе у 1942. | Хронологија Народноослободилачке борбе у 1942. | Хронологија Народноослободилачке борбе у 1942. | Хронологија Народноослободилачке борбе у 1942. | Хронологија Народноослободилачке борбе у 1942. | Хронологија Народноослободилачке борбе у 1942. | Хронологија Народноослободилачке борбе у 1942. | октобар → | октобар → | октобар → | октобар → | октобар → | октобар → | октобар → |
| 1        | 2        | 3        | 4        | 5        | 6        | 7        | 8        | 9                                              | 10                                             | 11                                             | 12                                             | 13                                             | 14                                             | 15                                             | 16                                             | 17                                             | 18                                             | 19                                             | 20                                             | 21                                             | 22                                             | 23                                             | 24        | 25        | 26        | 27        | 28        | 29        | 30        |

### 2. септембар
- У Мославини, наредбом наредбом Главног штаба НОП и ДВ Хрватске, од три батаљона Банијског партизанског одреда, формирана Пета бригада Хрватске (касније Седма банијска ударна бригада „Васиљ Гаћеша”). На дан формирања бригада је имала три батаљона, са око 850 бораца. Командни састав бригаде су чинили — Никола Мараковић Нина командант и Ђуро Чизмек политички комесар. Од новембра 1942. па до краја рата бригада се налазила у саставу Седме банијске дивизије. Бригада је за заслуге у току Народноослободилачког рата одликована Орденом народног хероја.[1][2][3]
- У рано јутро 2. септембра непријатељски авион погодио сеоску кућу у селу Дујаковци, на Мањачи, у којој се налазио Штаб Прве крајишке ударне бригаде. Четничке извиднице су претходног дана, откриле место боравка Штаба бригаде и то дојавили Немцима, који су сутрадан ујутро бомбардовали село. Приликом бомбардовања куће у којој се налазио Штаб бригаде, на лицу места су страдала тројица бораца, а 18 их је било рањено. Међу рањенима су били и руководиоци бригаде — Илија Матерић, политички комесар и Сава Кесар, заменик политичког комесара, који су били лакше рањени, док је командант бригаде Ивица Марушић Ратко (1912—1942), био тешко рањен и пренет у партизанску болницу у селу Дринић, код Босанског Петровца, где је убрзо преминуо. После рата је проглашен за народног хероја.[4][5]

### почетак септембра
- На основу наредбе Штаба Треће оперативне зоне Хрватске, Окружни комитет КПЈ за Срем извршио реорганизацију дотадашњих партизанских одреда и од постојећа три одреда формирао три батаљона, који су заједно са Босутском партизанском четом, ушли у састав тада формираног Трећег одреда Треће оперативне зоне, чиме су све партизанске јединице у Срему обједињене под једну команду, с обзиром да је у непријатељској офанзиви био уништен Штаб НОП одреда Срема. Штаб новоформираног Одреда сачињавали су — командант Станко Лужајић Милан, заменик команданта Срета Савић Коља, политички комесар Лука Мркшић Миша и заменик политичког комесара Стеван Јовичић Максим. Од Фрушкогорског одреда формиран је Први фрушкогорски батаљон, од Подунавског одреда Други подунавски батаљон, а од Посавског одреда је формиран Трећи посавски батаљон.[6][7]

### 3. септембар
- На стратишту Грамозна јама у Љубљани, италијански окупатор стрељао осморо талаца из љубљанског затвора. Стрељани су — Алојз Врховец, Славко Демшар, Иван Јеловшек, Јанез Јеловшек, Антон Јереб, Антунија Куцлaр, Јернеј Куцлaр и Антон Мерлак. Једна од стрељаних, Антонија Куцлар (1896—1942), била је активна сарадница Народноослободилачког покрета и у њеној кући се налазило складиште оружја и муниције. Ухапшена је 26. августа и потом мучена у љубљанском затвору. После рата је проглашена за народног хероја.[5]

### 6. септембар
- У селу Добро, код Ливна, наредбом Штаба Четврте оперативне зоне Хрватске, од далматинских партизанских одреда формирана Прва далматинска бригада. На дан формирања бригада је имала четири батаљона, са око 1.200 бораца. Командни састав бригаде су чинили — Перо Ћетковић командант, Анте Кроња политички комесар, Божо Билић заменик команданта, Владо Шћекић заменик политичког комесара и Рудолф Приморац начелник Штаба. Бригада је за заслуге у току Народноослободилачког рата одликована Орденом народног хероја.[8][9][10]

### 7. септембар
- У селу Обљају, код Глине, наредбом Штаб Прве оперативне зоне Хрватске, од бораца из Првог, Другог и Четвртог батаљона Банијског партизанског одреда, формирана Шета бригада Хрватске (касније Осма банијска ударна бригада). На дан формирања бригада је имала три батаљона, са око 1.000 бораца. Командни састав бригаде су чинили — Станко Бјелајац командант и Душан Вујновић политички комесар. Од новембра 1942. па до краја рата бригада се налазила у саставу Седме банијске дивизије. Бригада је за заслуге у току Народноослободилачког рата одликована Орденом народног хероја.[11][3]

### 15. септембар
- Јединице Прве и Друге личке бригаде и партизанског батаљона „Крбава”, отпочеле дводневно рушење објеката на железничкој прузи од Врховина до Перушића и напале непријатељске посаде на њој. Италијанске снаге и домобрани су имали око 150 војника избачених из строја, а партизанске јединице су имале осам мртвих и 42 рањена борца. Током ових борби заплењена је знатна количина наоружања, међу којима три митраљеза, три пушкомитраљеза, један минобацач са 90 мина, као и неколико камиона.  Међу погинулим партизанским борцима, био је командир Прве чете Првог батаљона „Марко Орешковић” Прве личке бригаде Милош Растовић (1921—1942), народни херој, који је страдао приликом напада на железничку станицу у близини села Синац.[12][13]

### 20. септембар
- У близини села Ошљане, код Књажевца, група бораца Књажевачко-бољевачког партизанског одреда, предвођена чланом Штаба одреда Милуна Минића покушала да у ноћи 19/20. септембра изврши напад на стражу Недићеве пољске страже. Њихов напад осујетио је један четник Косте Пећанца, који је благовремено обавестио стражу о припреми напада. Пошто су недићевци очекивали напад спремно су дочекали партизане, па је борба трајала кратко. Пошто је Милун Минић (1906—1942) био тешко рањен, наредио је повлачење. Како не би жив пао у руке непријатељу, он је у зору 20. септембра извршио самоубиство, а после рата је проглашен за народног хероја.[14]

### 25. септембар
- У близини села Винац, код Јајца, делови Четврте пролетерске црногорске ударне бригаде, спречили интервенцију једне немачке чете и око 200 домобрана из правца Доњег Вакуфа према Јајцу. У току ове борбе погинуо је политички комесар Прве чете Првог батаљона Војин Драговић (1914—1942), народни херој.[15][16]